# Жанатілек
Жанатіле́к (каз. Жаңатілек) — село у складі Баянаульського району Павлодарської області Казахстану. Адміністративний центр Жанатілецького сільського округу.
Населення — 941 особа (2021; 1197 у 2009, 1505 у 1999, 1688 у 1989).
Національний склад станом на 1989 рік:
- казахи — 100 %

Станом на 1989 рік село називалось Жанатлек.